# Migunowo (obwód wołogodzki)
Migunowo (ros. Мигуново) – wieś w Rosji, w rejonie wołogodzkim obwodu wołogodzkiego. W 2010 r. liczyła 2 mieszkańców.